# Bałakul
Bałakul (ros. Балакуль) – wieś (dieriewnia) w Rosji, w obwodzie kurgańskim, w rejonie lebiażjewskim. W 2010 liczyła 214 mieszkańców.